# Pierre Autin-Grenier
Pour les articles homonymes, voir Autin et Grenier (homonymie).
Pierre Autin-Grenier est un écrivain français né à Lyon le 4 avril 1947 et mort à Caluire-et-Cuire le 12 avril 2014.

## Biographie
Après une carrière dans la banque et l'assurance, Pierre Autin-Grenier choisit d'arrêter son occupation salariée pour se consacrer à l'écriture.

## Œuvre
Auteur de proses poétiques, de récits et de nouvelles, Pierre Autin-Grenier est devenu un adepte de la forme brève — textes allant de quelques lignes à quelques pages —. On trouve ces textes brefs dans ses premiers livres (Jours anciens, Histoires secrètes, Les Radis bleus, Chroniques des faits, Légende de Zahkor) et dans ses recueils de nouvelles et de récits publiés chez Gallimard (Je ne suis pas un héros, Toute une vie bien ratée, L’éternité est inutile).
Friterie-bar Brunetti (Gallimard, 2005) rend un hommage empreint de nostalgie au monde des bistrots de quartier.

## Publications
- Jours anciens, L’Arbre/Christine Le Mauve (02370 Aizy-Jouy), 1980 ; rééditions augmentées en 1986 et 2003
- Histoires secrètes, L.-O. Four, 1982 ; rééditions La Dragonne, 2000 et 2013
- L’Ange au gilet rouge, nouvelles, Syros, 1990 ; L’Arpenteur/Gallimard, 2007
- Les Radis bleus, journal, Le Dé bleu, 1991 ; Folio, no 4163, 2005
- Chroniques des faits, L’Arbre/Christine Le Mauve (02370 Aizy-Jouy), 1992
- Impressions de Lozère : la Margeride, Les Presses du Languedoc (ouvrage collectif), 1992
- Légende de Zahkor, L’Arbre à paroles (Bruxelles) 1996 ; rééd. Éditions en Forêt/Verlag Im Wald (D—93495 Rimbach), 2002, édition trilingue (français, italien, allemand) sous une couverture de Ibrahim Shahda
- Une Histoire

1. Je ne suis pas un héros, récits, L’Arpenteur/Gallimard, 1996 ; Folio no 3798, 2003
2. Toute une vie bien ratée, récits, L’Arpenteur/Gallimard, 1997 ; Folio, no 3195, 1999[5]
3. L’éternité est inutile, récits, L’Arpenteur/Gallimard, 2002 ; prix du livre du département du Rhône 2002 ; prix Alexandre Vialatte, 2003

- 13, Quai de la Pécheresse, 69000 Lyon, éditions du Ricochet (roman collectif), 1999
- Friterie-bar Brunetti, L’Arpenteur/Gallimard, 2005
- Là-haut, nouvelle, Éditions du Chemin de fer, 2005 ; accompagnée de 14 peintures de Ronan Barrot
- Un Cri, nouvelle, Cadex Éditions, 2006 ; préface de Dominique Fabre, illustrations de Laurent Dierick ; prix Léo Ferré-Ville de Grigny, 2007.
- Le poète pisse dans son violon (version symphonique), Bruxelles, éditions, Les Carnets du Dessert de Lune, coll. "Pousse-Café", n° 5, 2010. 24 p.
- C'est tous les jours comme ça : les dernières notes d'Anthelme Bonnard, éditions Finitude, 2010 ; prix Loin du marketing 2010, grand prix de l'Humour noir Xavier Forneret, 2011
- Élodie Cordou, La disparition, Éditions du Chemin de fer, 2010 ; accompagné de peintures de Ronan Barrot
- Quand j'étais écrivain (en collaboration avec Christian Garcin), éditions Finitude, 2011
- Rats, Éditions Circa 1924, 2012 ; illustré par Georges Rubel
- Analyser la situation, éditions Finitude, 2014
- Élodie Cordou, une présence, Éditions du Chemin de fer, 2015 ; accompagné de peintures d'Ibrahim Shahda[6]  (ISBN 978-2-916130-73-6)

## Distinctions
- Prix du livre du département du Rhône 2002 pour L’Éternité est inutile
- Prix Alexandre Vialatte 2003 pour L’Éternité est inutile[3]
- Prix Léo Ferré-Ville de Grigny 2007 pour Un cri
- Prix Loin du marketing en  2010 pour l’ensemble de son œuvre
- Grand Prix de l'Humour noir Xavier Forneret 2011 pour C'est tous les jours comme ça : les dernières notes d'Anthelme Bonnard[3]